# Fatih Akyel
Fatih Akyel, född 26 december 1977 i Istanbul, är en turkisk fotbollstränare och före detta spelare. Under sin aktiva karriär vann han bland annat Süper Lig fyra gånger med Galatasaray och Fenerbahçe. För Turkiets landslag gjorde han 64 landskamper och var med när landet vann VM-brons 2002.

## Karriär
Fatih Akyel startade sin karriär i Galatasaray. Han fick dock ont om speltid och gick då till Bakırköyspor 1996. Där gjorde han 29 matcher och blev uttagen till Turkiets U21-landslag för första gången och återvände efter säsongen till Galatasaray. Han spelade för klubben under fyra framgångsrika säsonger och vann under tiden bland annat Süper Lig tre gånger, UEFA-cupen och Uefa Super Cup. I Supercupfinalen mot Real Madrid så assisterade han Mário Jardels segermål.
Till säsongen 2001/02 så skrev Akyel på för spanska Mallorca. Där misslyckades han med att ta en startplats och återvände till Turkiet redan i december 2001 för spel med Fenerbahçe. Under säsongen 2003/04 vann han Super Lig ännu en gång. Akyel gjorde totalt 70 matcher för klubben innan hans kontrakt bröts och han skrev på för tyska VfL Bochum 2005. Han spelade bara en match och lämnade under sommaren för spel i PAOK. Efter sex månader lämnade han till förmån för Trabzonspor. Efter en säsong så såldes han till Gençlerbirliği 1 februari 2007. Där spelade han dock inte en enda match.
3 september 2007 bytte Akyel återigen klubb, nu till Kasımpaşa. Där tillbringade han tre år, varav det sista på lån hos Kocaelispor. Hans sista klubb blev Tepecik där han gjorde en match innan han greps misstänkt för matchfixning under 2007 och 2008.
För Turkiets landslag gjorde Akyel 64 landskamper. Han var med i truppen till EM 2000 och var med när Turkiet vann brons i både VM 2002 samt Confederations Cup 2003.

## Meriter
Galatasaray
- Süper Lig: 1998, 1999, 2000
- Turkiska Cupen: 1999, 2000
- UEFA-cupen: 2000
- Uefa Super Cup: 2000

Fenerbahçe
- Süper Lig: 2004

Turkiet
- VM-brons: 2002
- Confederations Cup-brons: 2003